# Farruko

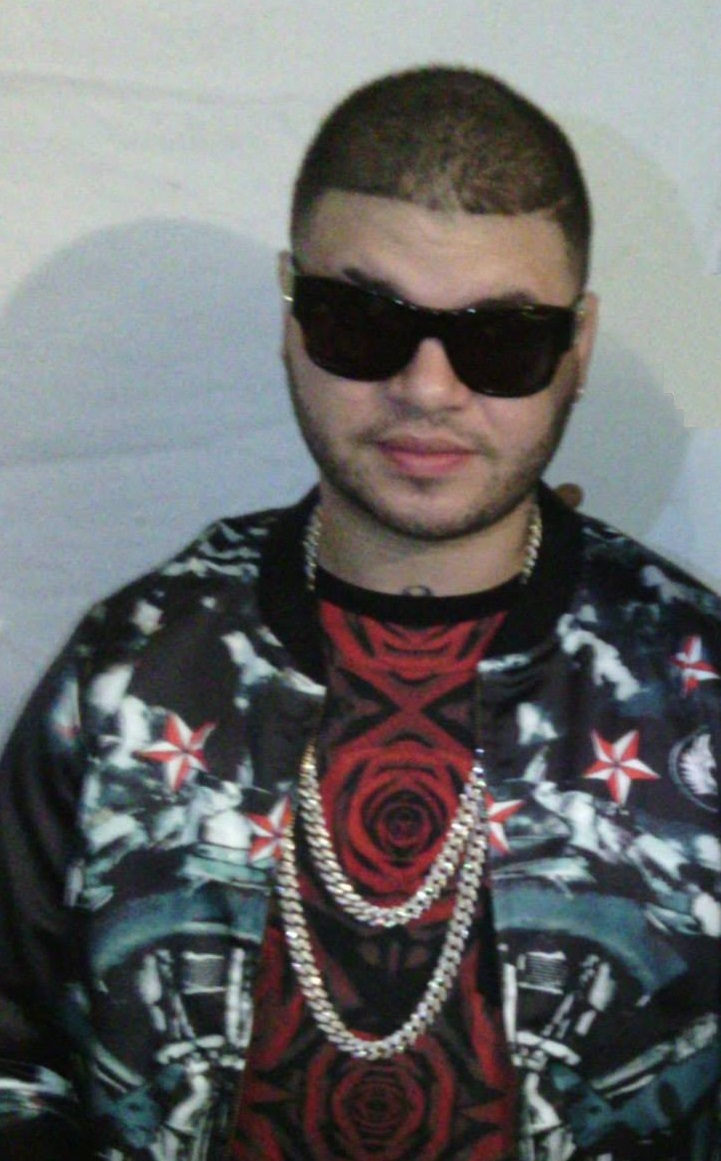
Farruko, 2014

Farruko (* 2. Mai 1991 in Bayamón, bürgerlich Carlos Efrén Reyes Rosado) ist ein puerto-ricanischer Reggaeton-Musiker, der durch sein Album Talento del Bloque sowie durch Kollaborationen mit Künstlern wie Daddy Yankee bekannt wurde.

## Leben
Farruko wurde in Bayamón, Puerto Rico, geboren. Er begann seine Karriere bei MySpace im Alter von 16 Jahren, wo er sich eine Fangemeinde aufbauen konnte. Sein erster großer Hit auf MySpace wurde Sexo Fuera del Planeta, der ihm eine große Anzahl Follower brachte. Er begann danach weitere Soziale Netzwerke zu nutzen. So bekam er die Aufmerksamkeit vom puerto-ricanischen Radio. Die Plattenfirma Siente wurde auf ihn aufmerksam und nahm ihn unter Vertrag. Mit gerade einmal 18 Jahren veröffentlichte er dort 2010 sein Debütalbum El Talento del Bloque, das Platz 50 der US-Billboard-Latin-Charts erreichte. Für seine selbst geschriebenen Songs konnte er Musiker wie José Feliciano, Cosculluela und Julio Voltio als Gäste gewinnen. Zu einem Hit wurde auch der Non-Album-Track Pa Romper la Discoteca, den er zusammen mit Daddy Yankee und Yomo veröffentlichte.
2012 erschien sein Zweitwerk The Most Powerful Rookie, das für einen Latin Grammy nominiert wurde. Es folgten Tourneen durch Lateinamerika und die Vereinigten Staaten. 2014 folgte sein drittes Album Farruko Presenta los Menores, das nicht nur Platz 1 der Latin-Album-Charts erreichte, sondern erstmals auch in die Billboard 200 (Platz 90) einstieg. Auf dem Album ist J. Balvin, Luigi 21+ und Arcángel zu hören. Mit dem Song 6 AM gewann er 2015 den Latin Grammy Award for Best Urban Performance und en Best Urban Song. Es folgten Kollaborationen mit Musikern wie Yandel, Alejandra Guzmán, Shaggy und Nicky Jam.
2015 folgte sein viertes Album Visionary, das ebenfalls die Latin-Album-Charts toppte. 2017 schließlich erschien TrapXFicante und 2019 Gangalee, die alle in die Top-5 der Latin-Charts einstiegen. In Deutschland wurde er durch On My Way bekannt, ein Feature mit Musikproduzent Alan Walker und Sabrina Carpenter, das Platz 85 der deutschen Singlecharts erreichte. 2019 erregte er außerdem Aufmerksamkeit zusammen mit Pedro Capó. Er war auf dem Remix von Calma vertreten, der weltweit als Sommerhit 2019 gehandelt wurde. Einen weiteren potentiellen Sommerhit hatte er an der Seite von Jason Derulo beim Song Mamacita.

## Musikstil
Farruko ist ein Künstler des Reggaeton der neuen Schule. Schon sehr früh verband er Reggae mit Elementen der EDM, Dancehall und Pop. Im Laufe der Zeit kamen auch Trap-Elemente hinzu, wobei er ansonsten wenig Hip-Hop-Elemente in seiner Musik hat.

## Diskografie
Studioalben

| Jahr | Titel Musiklabel                           | Höchstplatzierung, Gesamtwochen, AuszeichnungChartplatzierungen (Jahr, Titel, Musiklabel, Platzierungen, Wochen, Auszeichnungen, Anmerkungen) | Höchstplatzierung, Gesamtwochen, AuszeichnungChartplatzierungen (Jahr, Titel, Musiklabel, Platzierungen, Wochen, Auszeichnungen, Anmerkungen) | Höchstplatzierung, Gesamtwochen, AuszeichnungChartplatzierungen (Jahr, Titel, Musiklabel, Platzierungen, Wochen, Auszeichnungen, Anmerkungen) | Anmerkungen                              |
| Jahr | Titel Musiklabel                           | US | Latin | ES | Anmerkungen                              |
| ---- | ------------------------------------------ | --- | --- | --- | ---------------------------------------- |
| 2010 | El talento del bloque Carbon Fiber         | — | Latin50 (1 Wo.)Latin | — | Erstveröffentlichung: 29. Juni 2010      |
| 2012 | The Most Powerful Rookie Carbon Fiber      | — | Latin19 (4 Wo.)Latin | — | Erstveröffentlichung: 22. Mai 2012       |
| 2014 | Farruko presenta: Los menores Carbon Fiber | US90 (1 Wo.)US | Latin1 (31 Wo.)Latin | — | Erstveröffentlichung: 27. Oktober 2014   |
| 2015 | Visionary Sony Music Latin                 | US124 (1 Wo.)US | Latin1 Platin · (80 Wo.)Latin | — | Erstveröffentlichung: 23. Oktober 2015   |
| 2017 | TrapXFicante Sony Music Latin              | US184 (1 Wo.)US | Latin3 Platin · (80 Wo.)Latin | — | Erstveröffentlichung: 15. September 2017 |
| 2019 | Gangalee Sony Music Latin                  | US80 (6 Wo.)US | Latin2 ×6Sechsfachplatin · (123 Wo.)Latin | — | Erstveröffentlichung: 26. April 2019     |
| 2021 | La 167 Sony Music Latin                    | US26 (9 Wo.)US | Latin1 ×5Fünffachplatin · (98 Wo.)Latin | ES23 (5 Wo.)ES | Erstveröffentlichung: 1. Oktober 2021    |